# 21743 Michaelsegal
A 21743 Michaelsegal (ideiglenes jelöléssel 1999 RB164) a Naprendszer kisbolygóövében található aszteroida. A LINEAR projekt keretében fedezték fel 1999. szeptember 9-én.